# Plat de Molí
El Plat de Molí, el Plat del Rei o el Molí del Gegant es troba al Parc de la Serralada Litoral, concretament a la Roca del Vallès (el Vallès Oriental).

## Descripció
Es tracta d'una bola granítica de forma més o menys cilíndrica, de 2 metres de diàmetre per 1,5m d'alçària coneguda d'antic per caçadors, boletaires i gent del bosc. A la part superior hi ha una cavitat en forma de cassola i un reguerot de desguàs cap a terra. No hi ha unanimitat quant als seus orígens ni la seua utilització: podria ésser una plataforma per a sacrificis i descarnació de cadàvers, un molí manual de gra amb l'ajut d'un estri mòbil, un fenomen de meteorització de la roca o una barreja de totes les interpretacions anteriors. De fet, aquestes cadolles són molt abundants a tot el Parc i no hi ha dubtes quant al seu origen natural. El que ho fa especial és la perfecció de les formes i les notables dimensions de la cassola, la qual té un diàmetre de 80 cm. Tenint en compte també la seua proximitat al Dolmen de Céllecs i les restes de paret que hi ha a pocs metres, es pot suposar que la zona estava habitada i que el plat podria haver estat emprat per a alguna aplicació pràctica.

## Accés
És ubicat a la Roca del Vallès: a l'alçada del km 23, de la carretera de Sant Adrià del Besòs a la Roca del Vallès, entrem a la urbanització Les Roquetes. Pugem fins a la part més alta del turó pel carrer de la Ruta Prehistòrica que acaba en un cercle. Poc abans d'arribar-hi, hi ha un carrer estret (carrer de la Roca Foradada), a l'esquerra, que porta a un altre de més ample que, agafant-lo cap a l'esquerra, acaba aviat i esdevé un camí tancat amb una cadena. Deixem el cotxe i continuem a peu. Arribarem a una cruïlla on hem d'agafar el camí de l'esquerra que, en uns 1,2 km, ens menarà a la pedra, 600 m abans del Dolmen de Céllecs i 1 km després de la Pedra de les Creus. UTM: 31 N - 444219 - 4602117. Coordenades: x=444315 y=4602318 z=313.